# Hervé Oussalé
Hervé Marouf Oussalé Oubalenga (* 16. Juni 1988 in Tiyalo, Tiébélé, Burkina Faso) ist ein ehemaliger burkinischer Fußballspieler auf der Position eines Stürmers und Offensiv-Allrounders.

## Karriere
Seine erste Station war Étoile Filante Ouagadougou, der Rekordmeister in Burkina Faso. Im Frühjahr 2007 wechselte er zu Planete Champion. Von dort wechselte er in der Saison 2006/07 auf Leihbasis nach Belgien zum FC Brüssel. Er spielte mit der U-19-Auswahl bis zum Dezember 2007, bevor er zu Planète Champion International zurückkehrte. Sein Verein PCI lieh ihn ein weiteres Mal aus und er spielte auf Leihbasis in Österreich beim FC Red Bull Salzburg. Letztendlich scheiterte an der unklaren Transferlage und einem Streit der Salzburger mit dem Verein aus Ouagadougou. Oussalé, der noch bei Planète Champion International unter Vertrag stand, unterzeichnete auch einen Vertrag bei den Roten Bullen, wobei es zu einer Regelwidrigkeit kam und Oussalé vom Sportgericht zu einer Sperre von sechs Monaten verurteilt wurde. In dieser Zeit stand er zwar im offiziellen Kader der Amateurmannschaft des Vereins, den Red Bull Juniors, kam aber aufgrund seiner Sperre nie zum Einsatz. Im Juli 2008 wechselte er erneut zu Étoile Filante, die er nur ein knappes halbes Jahr später wieder verließ.
Im Januar 2009 transferierte Oussalé zu Alemannia Aachen, nachdem er am Wintertrainingslager teilnahm und dabei einen guten Eindruck hinterließ. Sein Debüt in der 2. Fußball-Bundesliga gab er 6. Februar 2009 Heimspiel gegen Hansa Rostock. Trotz zahlreicher Einsätze gelang ihm in Aachen nicht der Durchbruch. Oussalé ist zwar sehr kräftig und laufstark und spielt äußerst engagiert, vorgehalten wurde ihm jedoch der fehlende Anschluss seines Spiels an das Spiel der übrigen Mannschaft und seine robuste Spielweise. Zum Januar 2010 wechselte er zum damaligen belgischen Zweitligisten RAEC Mons. Nach sechs Monaten in Belgien, wurde er an den iranischen Erstligisten Persepolis Teheran verkauf. Dort spielte er die Saison 2010/2011, bevor er nach Algerien ging. In Algerien spielte er die Saison 2011/2012 für MC Alger, die ihn im Juli 2012 zum Ligarivalen ASO Chlef transferierten. Nach drei Monaten mit ASO Chlef, wechselte er in die gabunische Division II zu CF Mounana. Im Januar 2015 wurde der zu dem Zeitpunkt vereinslose Stürmer von österreichischen Verein Wolfsberger AC unter Vertrag genommen. Sein Vertrag wurde jedoch nach nicht einmal einem Jahr wieder aufgelöst.
Nach einer Spielzeit von etwa einem halben Jahr in Ägypten für Tala’ea El-Gaish SC spielte er bei mehreren Vereinen in der Elfenbeinküste, Guinea und Burkina Faso. Zuletzt spielte er für Réal du Faso. Im Jahr 2023 beendete er seine Karriere. 

### International
Oussalé kam bereits in der U-17-Auswahl seines Heimatlandes zum Einsatz, für die er in sieben Spielen zu einem Treffer kam. Außerdem spielte er für die burkinische U-17 Mannschaft in der Qualifikation für den Coupe d’Afrique des Nations Cadets im Jahre 2005 in Gambia. Weiters kam er für die Burkinische Fußballnationalmannschaft zu drei Einsätzen und einem Tor.